# مزین سنار
مزین سنار (انگلیسی: Müzeyyen Senar; ۱۶ ژوئیهٔ ۱۹۱۸ – ۸ فوریهٔ ۲۰۱۵) خواننده-ترانه‌پرداز اهل ترکیه بود. وی بین سال‌های ۱۹۳۳ تا ۲۰۰۶ میلادی فعالیت می‌کرد.